# بری میلر (بازیکن فوتبال)
بری میلر (انگلیسی: Barry Miller؛ زادهٔ ۲۹ مارس ۱۹۷۶) بازیکن فوتبال اهل بریتانیا است.
از باشگاه‌هایی که در آن بازی کرده‌است می‌توان به باشگاه فوتبال برتون آلبیون، باشگاه فوتبال هاکنال تاون، باشگاه فوتبال دونکستر راورز، باشگاه فوتبال ووکینگ، باشگاه فوتبال گیلینگام، و باشگاه فوتبال فارن‌بورو اشاره کرد.